# Язичницькі повстання в Польщі

Язичницькі повстання в Польщі

Язичницькі повстання в Польщі (пол. Reakcja pogańska) — історична назва подій, що відбувалися за раньоп'ястівської монархії в 1030-х, кульмінацією яких був вибух повстання в 1037 році спрямованого проти посилення княжих прав і християнізації. З нечисленних записів про ці події в хроніках, можна зробити висновок, що повстання було спричинено як релігійними, так і економічними причинами.

## Історія
Посилення влади Болеслава Хороброго, його численні походи і адміністративні заходи наклали значні навантаження на суспільство. Мешко II, пожинаючи плоди політики свого батька, продовжував його методу володарювання. Данини і реформи оподаткування, могли бути пов'язані однаково як з політикою П'ястів, так і з розвитком і стабілізацією структури церкви.
Язичницьке повстання ґрунтувалося на союзі Мешка II з лютичами (язичниками, що мешкали по Лабі) проти німецького імператора Конрада II . Цей союз дозволив дати відсіч атакам Конрада II в 1029 і навіть організувати переможний похід в 1030 на Саксонію. Це послужило причиною критики Мешка імператорським оточенням, його навіть оголосили псевдохристиянином. У 1031 році, коли на західному кордоні Мешко оборонявся від чергової атаки Конрада II, на східну територію рушили від імені Безприма руські князі Ярослав Мудрий та  Мстислав. У 1032 році Мешко II помстився Конраду тим, що зменшив торговельні зв'язки Польщі з християнською імперією.
Під час боротьби Мешка II з Безпрімом, бунт поширився на значній території по всій країні. Активну участь у ньому брало селянство, незадоволене новими порядками як світських, так і релігійних магнатів. Його найбільша інтенсивність була засвідчена в  Великопольщі, де знищенню піддавалися костьоли в Гнєзно, Познані, Ледніце. А також в Сілезії, де християнський уряд ще не зміцнів після війни Хороброго з Генріхом II. Повернення язичництва в 1034—1037 роках знищило всю церковну організацію, зруйнувавши столицю єпископа, церкви та монастирі (ймовірно, призначений в 1000 рік у єпископом Вроцлавським Йоханнес (Ян), ніколи не мав реальної влади в своєму єпископстві). Занепаду християнської влади посприяла і експансія Бржетислава I Чеського з 1038 року на ослаблену і занурену в заколоти язичницьку Великопольщу. В Мазовії колишній чашник Мешка II, Мецлав, проголосив себе князем і виступив збройним походом проти П'ястів, уклавши раніше союз з язичницьким Помор'ям.
Повстання було остаточно придушене в 40-х роках 11 століття Казимиром Оновлювачем за допомогою лицарів німецького імператора. У 1047 році мазовшанє зазнали поразки у збройних зіткненнях, в яких загинула Мецлав. Після придушення повстання язичницькі культи знову опинилися під забороною, відтворені язичницькі святилища і ідоли були зруйновані і знищені. Церковна влада почала розширення церковного управління та відновлення зруйнованих церков.

## Найважливіші дати
- 1029 — Мешко II після укладення союзу з  лютичами відбив атаку німецького імператора Конрада II.
- 1030 — похід Мешко II на Саксонію у відповідь на напад Конрада II, вчинений в 1029 році.
- 1032 — Мешко II приносить присягу імператорові Конраду II.
- 1034 — початок повстання, викликаного так званою язичницької реакцією, яка поширилася по всій країні через вороже ставлення до нової релігії. Цей період вважається початком повернення до язичництва.
- 1034-1038 — знесення собору у Вроцлаві.
- 1037 — внаслідок суспільного невдоволення спалахнуло народне повстання, спрямоване проти духовенства і можновладців.
- 1038 — народний бунт у Великопольщі.
- 1039 — Казимир Оновлювач переніс столицю Польщі з Великопольщі в Краків.
- 1047 — мазовшани остаточно переможені в серії збройних сутичок, в одній з яких загинув Мецлав.
- 1051 — відновлення єпископства у Вроцлаві єпископом Ієронімою, побудовано собор.